# Elaeocarpus royenii
Elaeocarpus royenii är en tvåhjärtbladig växtart som beskrevs av R. Weibel. Elaeocarpus royenii ingår i släktet Elaeocarpus och familjen Elaeocarpaceae. Inga underarter finns listade i Catalogue of Life.